# Ted Woolsey
Ted Woolsey fue el principal traductor de videojuegos RPG de la compañía Squaresoft durante la era SNES (desde 1990 hasta 1996). Probablemente, el videojuego más famoso que tradujo fue Final Fantasy VI (sacado a la venta con el nombre de Final Fantasy III en Norteamérica). Woolsey se unió a la compañía en 1991.
El primer proyecto de Woolsey con Squaresoft fue crear el formato de Final Fantasy IV (Final Fantasy II en Estados Unidos), y su último proyecto con la compañía, antes de trasladarse a Los Ángeles, fue la traducción de Super Mario RPG: Legend of the Seven Stars. Algunos de sus trabajos más destacados fueron Secret of Mana, Chrono Trigger, y Breath of Fire. En total, Woolsey trabajó en la realización de 9 títulos.
- Datos: Q2059593
- Multimedia: Ted Woolsey / Q2059593